# NGC 6340
NGC 6340 (другие обозначения — UGC 10762, MCG 12-16-23, ZWG 339.31, PGC 59742) — галактика в созвездии Дракон.
Этот объект входит в число перечисленных в оригинальной редакции «Нового общего каталога».